# زاویه (کلیبر)
زاویه یکی از روستاهای استان آذربایجان شرقی است که در دهستان میشه‌پاره بخش مرکزی شهرستان کلیبر واقع شده‌است.